# 함평 진양리 화동고분군
함평 진양리 화동고분군(咸平 津良里 華洞古墳群)은 대한민국 전라남도 함평군 함평읍 진양리, 화동마을에 있는 고분군이다. 2001년 9월 27일 전라남도의 문화재자료 제230호로 지정되었다.

## 개요
금산리 고분이 입지하는 구릉에서 남쪽으로 내려오는 해발 40m 내외의 구릉은 다시 높아져 해발 86m의 야산을 이루는데 화동은 야산의 남동쪽 기슭에 위치한다. 고분은 마을의 서쪽에 있는 산기슭의 능선상에 위치하고 있는데 이곳은 해발 86m의 야산이 완경사를 이루며 남쪽으로 내려오는 곳으로 동쪽으로는 함평천 주변에 형성된 평지가 조망되고 서쪽으로는 서해쪽으로 이어지는 구릉성 산지가 바라다 보이는 곳이다.
2기의 고분이 동서로 2∼3m 정도의 간격을 두고 나란하게 있는데 학교운동장이 조성되면서 분구 끝자락 일부가 훼손되었다.
1호분은 동쪽에 있는 대형고분인데 분구의 남쪽과 남동쪽 끝자락에 민묘가 조성되어 있다. 분구의 평면형태는 원형이며 규모는 직경 20m 내외, 높이 3.3m 내외이다.
2호분은 서쪽에 있는 소형고분으로 분구의 평면형태는 원형이며 규모는 직경 12∼13m이다.

## 참고 자료
- 함평진양리화동고분군 - 국가유산청 국가유산포털